# Мирный (городской округ Люберцы)
Ми́рный — посёлок городского типа в Московской области России. Входит в городской округ Люберцы. Население — 7880 человек.

## География
Посёлок Мирный расположен в южной части городского округа Люберцы, примерно в 5,5 км к югу от города Люберцы. Высота над уровнем моря 130 м. В 0,5 км к востоку от посёлка протекает река Пехорка. С южной стороны примыкает Томилинский лесопарк. Ближайший населённый пункт — посёлок Октябрьский.

## История
Датой образования посёлка считается 1957 год, когда за деревней Жилино был отведён земельный участок под строительство жилья для работников подразделения Томилинской птицефабрики, посёлок назвали Мирным. В 1975 году птицефабрика «Мирная», ориентированная на выпуск куриных яиц, стала филиалом Томилинского птицеводческого объединения.
В 1993 году фабрика, на которой в тот момент работало 509 сотрудников, была преобразована в акционерное общество. После банкротства в 2000 году головной Томилинской птицефабрики, «Мирная», просуществовав ещё несколько лет, пришла в упадок. Территории и производственные здания были отданы в аренду под складские помещения. Ухудшилась и экологическая ситуация в связи с нарушением правил утилизации отходов и содержания кур.
В 2017 году птицефабрика «Мирная» была ликвидирована.
В 2024 году посёлок преобразован в посёлок городского типа.

## Развитие территории
В 2014 году Группа компаний «Жилищный капитал» объявила о планах застройки производственной территории жилым микрорайоном — ЖК «Республика». Однако, по финансовым причинам, проект не был реализован, остановившись лишь на стадии планировки почвы. 
В декабре 2016 года компанией «Самолёт Девелопмент» был представлен проект строительства на месте бывшего предприятия четырёх жилых кварталов из 28 многоэтажных жилых домов вместе с необходимой инфраструктурой. Строительство началось в 2017 году.

## Жилой сектор
В старой части посёлка 7 улиц, 1 переулок и 2 тупика. 
К концу 2024 года в составе жилого комплекса были возведены и заселены 4 улицы из 19 многоэтажных домов, сданы два детских сада и два корпуса школы, дорожно-уличная сеть. 
В перспективных планах соединение исторической территории посёлка с многоэтажным микрорайоном.

## Административно-территориальное устройство
До муниципальной реформы 2006 года посёлок Мирный находился в подчинении администрации рабочего посёлка Томилино.
С 2006 до 2016 годы посёлок входил в городское поселение Томилино Люберецкого муниципального района. 
С 2017 года входит в городской округ Люберцы, в рамках администрации которого подчинён территориальному управлению Томилино-Октябрьский.

## Население
| 2002 | 2006 | 2010 | 2021  |
| ---- | ---- | ---- | ----- |
| 302  | →302 | ↘99  | ↗3094 |

По переписи 2002 года в посёлке проживало 302 человека (127 мужчин, 175 женщин).